# Tristemma mauritianum
Tristemma mauritianum är en tvåhjärtbladig växtart som beskrevs av Johann Friedrich Gmelin. Tristemma mauritianum ingår i släktet Tristemma och familjen Melastomataceae. Inga underarter finns listade i Catalogue of Life.